# Eidsvoll (Akershus)

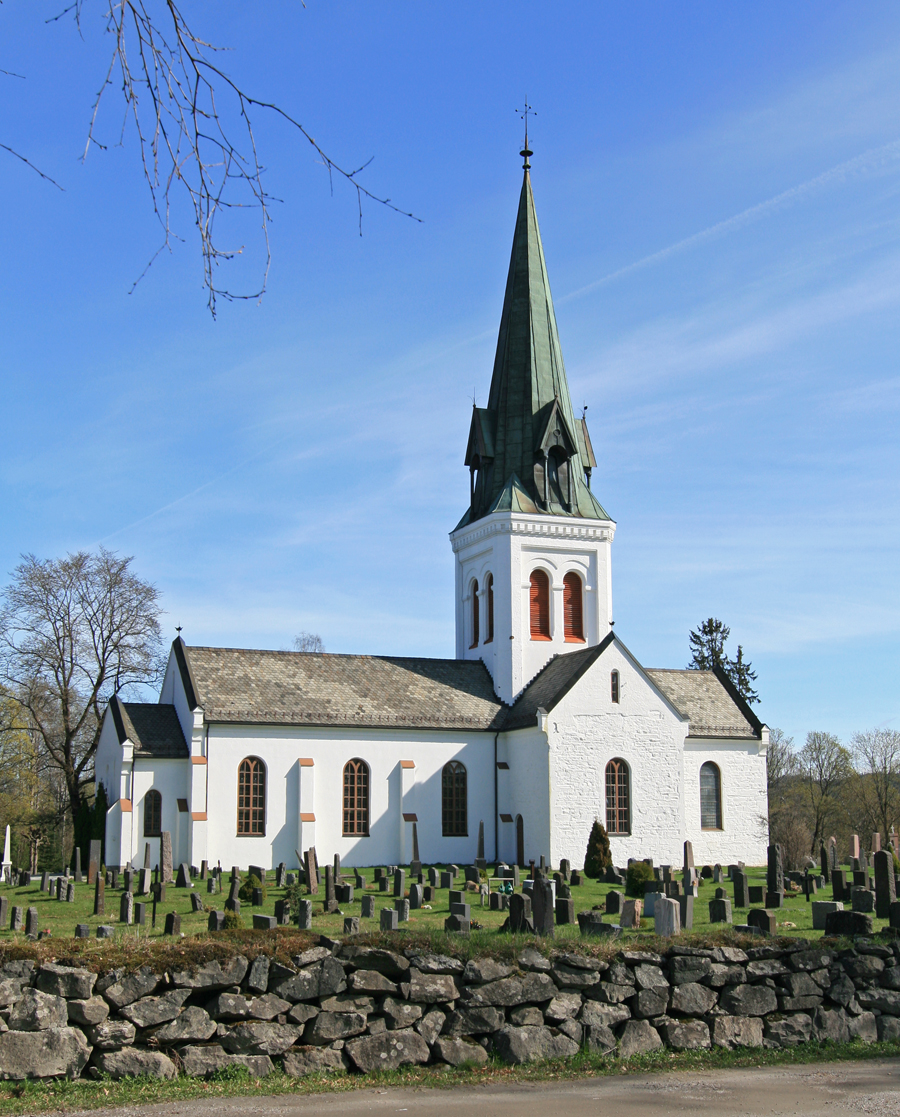
Iglesia de Eidsvoll

Eidsvoll es una localidad situada en el municipio homónimo de la provincia de Akershus, Noruega. Tiene una población estimada, a inicios de 2021, de 6068 habitantes.
Está ubicada al sureste del país, cerca del lago Mjøsa y el río Glomma, y a poca distancia al norte de Oslo.